# Engpiber
Engpiber (Anthus pratensis) er en mindre spurvefugl, der er udbredt i Europa og det vestlige Asien. I Danmark er den en almindelig ynglefugl i åbne, udyrkede områder som strandenge eller ved søbredder. De fleste er trækfugle, der overvintrer langs Syd- og Vesteuropas kyster. Engpiberen lever i sommerhalvåret især af insekter, men tager i øvrigt også andre smådyr og plantefrø.

## Udseende
Engpiberen er 15 centimeter lang og ligner meget skovpiber, men den plettede undersides grundfarve er hvidlig. Desuden er oversiden mørkebrun og især i den friske fjerdragt om efteråret med olivenfarvede fjerrande. Halens sider er hvide. Benene er lysebrune eller rødlige, og bagtåens klo er meget lang, længere end selve bagtåen.

## Stemme
Arten kendes på ynglepladsen bedst på sin sang, der oftest foredrages i en 15-20 sekunder lang sangflugt. Her stiger den først skråt opad, mens den kommer med en serie af tsi-tsi-tsi..., hvorefter den daler ned med udspilede vinger og løftet, vifteformet hale med et hurtigt sisisisi...
Et godt kendetegn i forhold til de andre pibere er kaldestemmen, der er et højt og spinkelt sit-sit. Når den jages op, er kaldet et skarpere tsitt-tsitt.

## Udbredelse
Engpiberen findes i hele det nordlige og mellemste Europa, inklusiv Færøerne og Island. I Norge og Sverige er den karakterfugl i fjeldområderne, og den hører til blandt Norges almindeligste fuglearter. Mod øst findes den i Rusland til Ob i det vestlige Asien. Mod syd er engpiberen udbredt indtil Pyrenæerne og Alperne. Desuden yngler den på Grønlands sydøstkyst.
I Danmark er engpiberen almindelig over hele landet på strandenge, overdrev samt langs sø- og åbredder. Især i Vestjylland er den almindelig på grund af de mange strandenge. De danske fugle er overvejende trækfugle, der overvintrer i Syd- og Vesteuropa. Mange skandinaviske fugle trækker gennem landet og nogle af disse overvintrer her.

## Yngleforhold
Om foråret bygges reden i fællesskab af de to mager, godt skjult i græsset, f.eks under en tue. De 4-6 æg lægges som regel i begyndelsen af maj og udruges i 13-14 dage af hunnen, der dog indimellem forlader reden for at blive fodret af hannen. Ungerne fodres med insekter af begge mager, og de bliver i reden i 10-14 dage.
De fleste par får formentlig to kuld årligt, hvor andet kuld æg kan lægges langt ind i juli måned.